# Ned Kelly Award/Bester Roman
Ned Kelly Award: Bester Roman bezeichnet den Gewinner des Ned Kelly Awards in der Kategorie Bester Roman (Best Novel), der seit 1996 das beste im Vorjahr erschienene Werk eines australischen oder in Australien lebenden Kriminalautors auszeichnet. Am erfolgreichsten in dieser Kategorie war Peter Temple, der den Preis zwischen 2000 und 2006 viermal gewinnen konnte.
| Jahr | Preisträger          | Romantitel                                         | Deutscher Titel           |
| ---- | -------------------- | -------------------------------------------------- | ------------------------- |
| 1996 | Barry Maitland       | The Malcontenta                                    |                           |
| 1996 | Paul Thomas          | Inside Dope                                        |                           |
| 1997 | Shane Maloney        | The Brush Off                                      | Künstlerpech              |
| 1998 | Preis nicht vergeben | Preis nicht vergeben                               | Preis nicht vergeben      |
| 1999 | Peter Doyle          | Amaze Your Friends                                 |                           |
| 2000 | Peter Temple         | Shooting Star                                      | Shooting Star             |
| 2001 | Andrew Masterson     | The Second Coming                                  |                           |
| 2001 | Peter Temple         | Dead Point                                         | Die letzte Botschaft      |
| 2002 | Gabrielle Lord       | Death Delights                                     |                           |
| 2003 | Peter Temple         | White Dog                                          | Totengedenken             |
| 2004 | Jon Cleary           | Degrees of Connection                              |                           |
| 2005 | Michael Robotham     | Lost                                               | Amnesie                   |
| 2006 | Chris Nyst           | Crook as Rookwood                                  |                           |
| 2006 | Peter Temple         | The Broken Shore                                   | Kalter August             |
| 2007 | Garry Disher         | Chain of Evidence                                  | Beweiskette               |
| 2008 | Michael Robotham     | Shatter                                            | Dein Wille geschehe       |
| 2009 | Peter Corris         | Deep Water                                         |                           |
| 2009 | Kel Robertson        | Smoke & Mirrors                                    |                           |
| 2010 | Garry Disher         | Wyatt                                              | Dirty Old Town            |
| 2011 | Geoffrey McGeachin   | The Diggers Rest Hotel                             |                           |
| 2012 | J. C. Burke          | Pig Boy                                            |                           |
| 2013 | Geoffrey McGeachin   | Blackwattle Creek                                  |                           |
| 2014 | Adrian McKinty       | In the Morning I’ll be Gone                        | Die verlorenen Schwestern |
| 2015 | Candice Fox          | Eden                                               | Eden                      |
| 2016 | Dave Warner          | Before It Breaks                                   | Die Schlingen der Schuld  |
| 2017 | Adrian McKinty       | Police at the Station and They Don´t Look Friendly | Dirty Cops                |
| 2018 | Sulari Gentill       | Crossing the Lines                                 |                           |
| 2019 | Jane Harper          | The Lost Man                                       | Zu Staub                  |